# Kloster Engelberg über dem Main

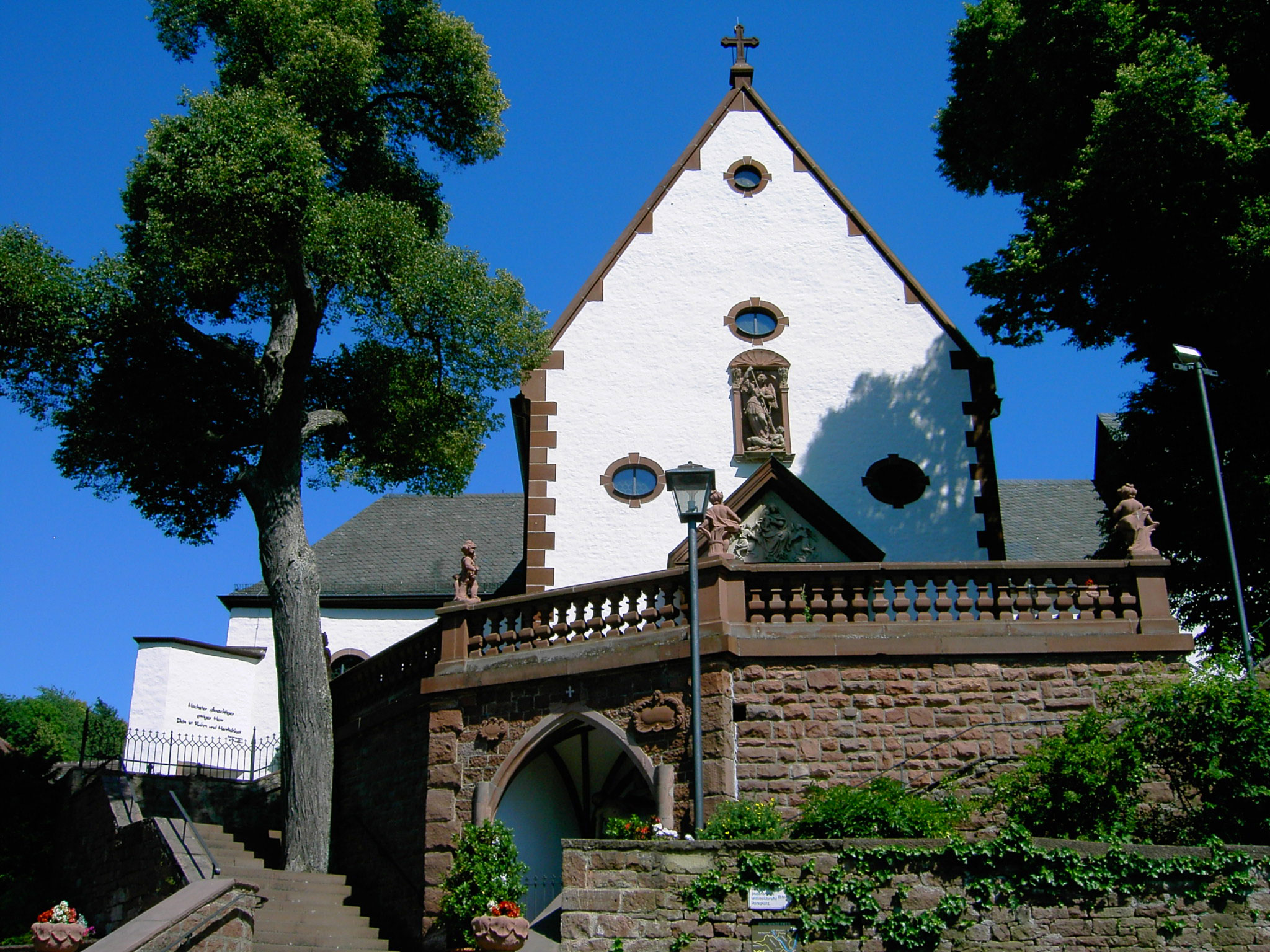
Klosterkirche St. Michael, Engelberg

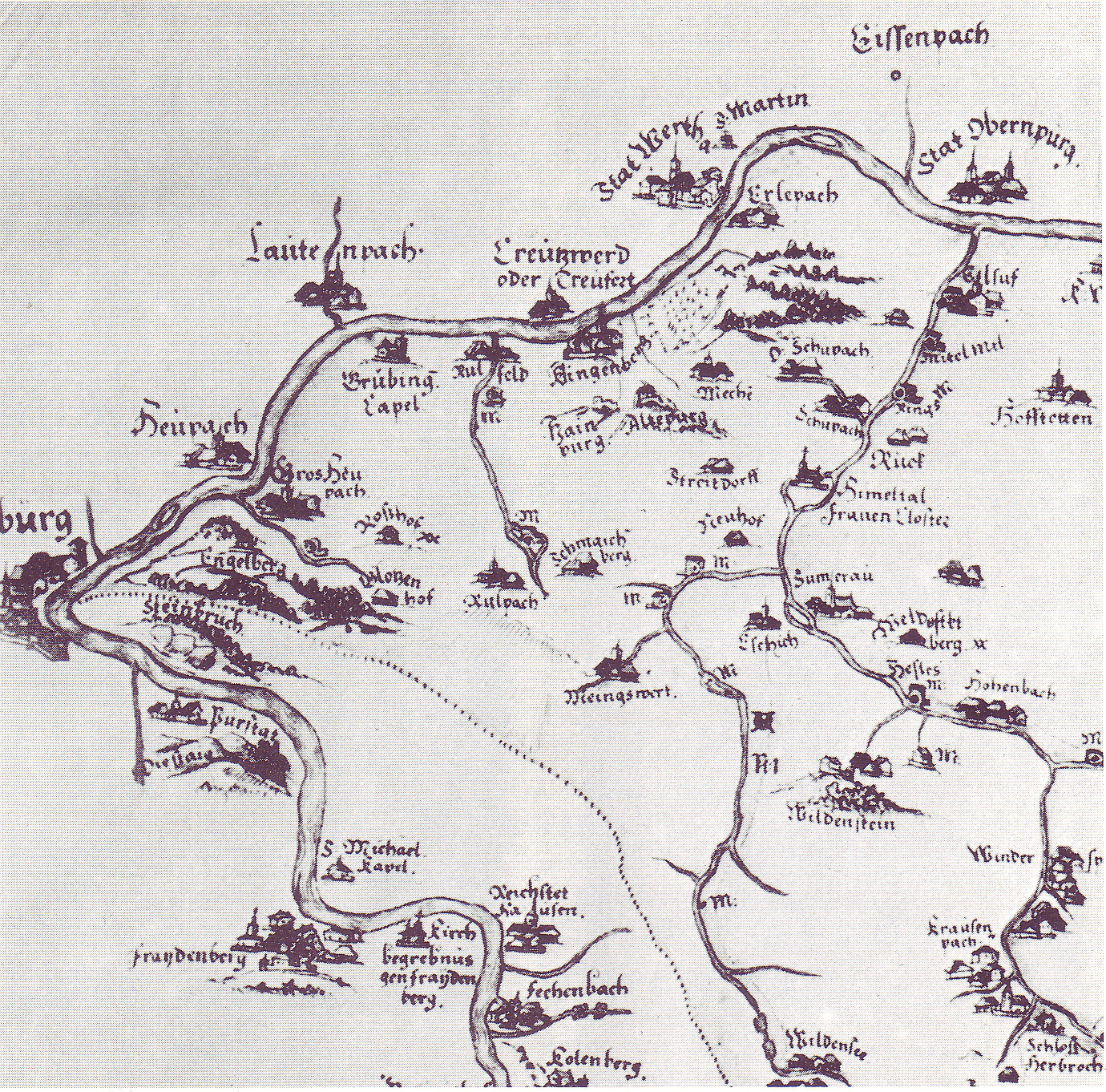
Engelberg in der Spessartkarte von Paul Pfinzing von 1594 (Norden ist rechts)

Das Kloster Engelberg über dem Main ist ein Kloster bei Großheubach in Unterfranken (Diözese Würzburg), in dem nacheinander Kapuziner und Franziskaner lebten. Ab Herbst 2024 werden Oblaten des heiligen Joseph als Seelsorger dort tätig sein.
Die bekannte Wallfahrtsstätte ist auch offizielle Grablege des Fürstenhauses zu Löwenstein-Wertheim-Rosenberg und liegt in einer Höhe von 250 m auf dem markanten Engelberg auf einem Ausläufer des Spessart hoch über Großheubach, von wo aus es u. a. über 612 Sandsteinstufen, die so genannten „Engelsstaffeln“, zu erreichen ist.

## Geschichte
Die Geschichte des Engelberges über dem Main, damals „Rulesberg“ genannt, geht zurück bis in die vorchristliche Epoche. Damals befand sich dort eine heidnische Kultstätte, wovon heute noch der sogenannte „Hünenstein“ oder „Heuneschüssel“, ein gewaltiger Felsblock mit einer schüsselartigen Vertiefung, Zeugnis gibt.
Etwa um 1300 wurde auf dem Berg eine einfache Kapelle aus Holz errichtet und dem Erzengel Michael gewidmet. Als Anführer der himmlischen Heerscharen wählte man ihn mit Vorliebe zum Kirchenpatron an Plätzen ehemaliger heidnischer Heiligtümer. So wurde aus dem alten „Rulesberg“ allmählich der „Engelberg“. Anfang des 14. Jahrhunderts (1310 wird genannt) kam in die Kapelle auch eine Marienstatue, die dort bis heute als wundertätiges Gnadenbild verehrt wird und das Ziel von Wallfahrten ist.
Die Doppelverehrung des Erzengels Michael und der Gottesmutter Maria (als „Königin der Engel“) ist der Ursprung der hiesigen Wallfahrt. Ihre älteste authentische Urkunde stammt aus dem Jahr 1406. Ihr Inhalt lässt auf eine stark besuchte, aber reparaturbedürftige Kapelle schließen.
Als die Zahl der Pilger immer mehr zunahm, berief der Mainzer Erzbischof Anselm Casimir Wambolt von Umstadt, zu dessen Sprengel das Gebiet seinerzeit gehörte, 1630 die Kapuziner auf den Engelberg und ließ sie ein Kloster mit einer Kirche bauen, zunächst ein Hospiz mit wenigen Brüdern, das 1647 zum Konvent erhoben wurde. 1637 wurden die „Engelsstaffeln“ als Pilgerweg auf den Berg angelegt. Den ersten urkundlich belegten Marien-Gnaden-Altar stiftete 1692 General Jakob Alfons Franz Calderon d’Avila, der auch 1695 in der Klosterkirche beigesetzt wurde und dessen Grabplatte dort erhalten ist. Die Kapuziner betreuten die Wallfahrt und das Kloster bis zur Säkularisation 1803, als auch die Wallfahrten verboten wurden. Das Kloster wurde in diesem Jahr im Zuge der Säkularisation aufgelöst, die Kapuziner mussten nach Kloster Aschaffenburg umziehen.
1828 wurde das Kloster auf Anordnung König Ludwigs I. von Bayern von den Franziskanern wieder als Hospiz eröffnet, und zwar zunächst von der Fränkischen Franziskanerprovinz, die aber 1836 in der Bayerischen Franziskanerprovinz (Bavaria) aufging. Die 1865 erschienene zweibändige Erzählung Maria Regina von Ida Hahn-Hahn rankt sich um das Kloster Engelberg über dem Main.
Das Provinzkapitel der Deutschen Franziskanerprovinz, zu der der Konvent seit 2010 nach Fusion der deutschen Provinzen gehörte, beschloss im März 2019, im Zuge der Konzentration der Kräfte der Ordensprovinz das Kloster Engelberg neben weiteren sechs Niederlassungen zeitnah aufzugeben. Dies wurde am 31. Juli 2024 vollzogen.
Als Nachfolger werden ab dem 1. November 2024 Oblaten des heiligen Joseph auf dem Engelberg tätig sein.
Kloster Engelberg über dem Main ist Ziel zahlreicher Pilger und Touristen. Es ist u. a. bekannt wegen seines dunklen Biers aus Holzfässern, das in der Klosterschänke gereicht wird.

## Klosterkirche

### Das Gebäude
Die geostete Klosterkirche ist im Stil einer Bettelordenskirche erbaut. Sie besitzt kein eigentliches Querschiff, jedoch sind in Höhe des mittleren Jochs des Langhauses zu beiden Seiten niedrigere Kapellen angebaut: nach rechts die Marienkapelle, nach links eine dem heiligen Antonius von Padua gewidmete Kapelle. Der quadratische Chor ist der älteste Teil der Kirche. Er ist gegenüber dem Langhaus eingezogen, den Übergang bildet ein Chorbogen. Anstelle eines Turmes trägt die Kirche einen Dachreiter. Die Westfassade des Gebäudes ist von einem steinernen Kreuz auf dem Dachfirst gekrönt. Sie hat vier kleine, runde Fenster und in einer Muschelnische eine drei Meter hohe Steinskulptur des Kirchenpatrons Michael im Kampf mit dem Satan, geschaffen 1635 von dem Miltenberger Bildhauer Zacharias Huncker d. Ä. Im Dreiecksgiebel über dem Hauptportal befindet sich eine Statue der Gottesmutter Maria mit dem Jesuskind auf dem Arm, flankiert von zwei Engeln, darunter die lateinische Inschrift HIC EST DOMUS DEI ET PORTA CAELI (‚Hier ist das Haus Gottes und die Pforte des Himmels‘).

### Innenraum

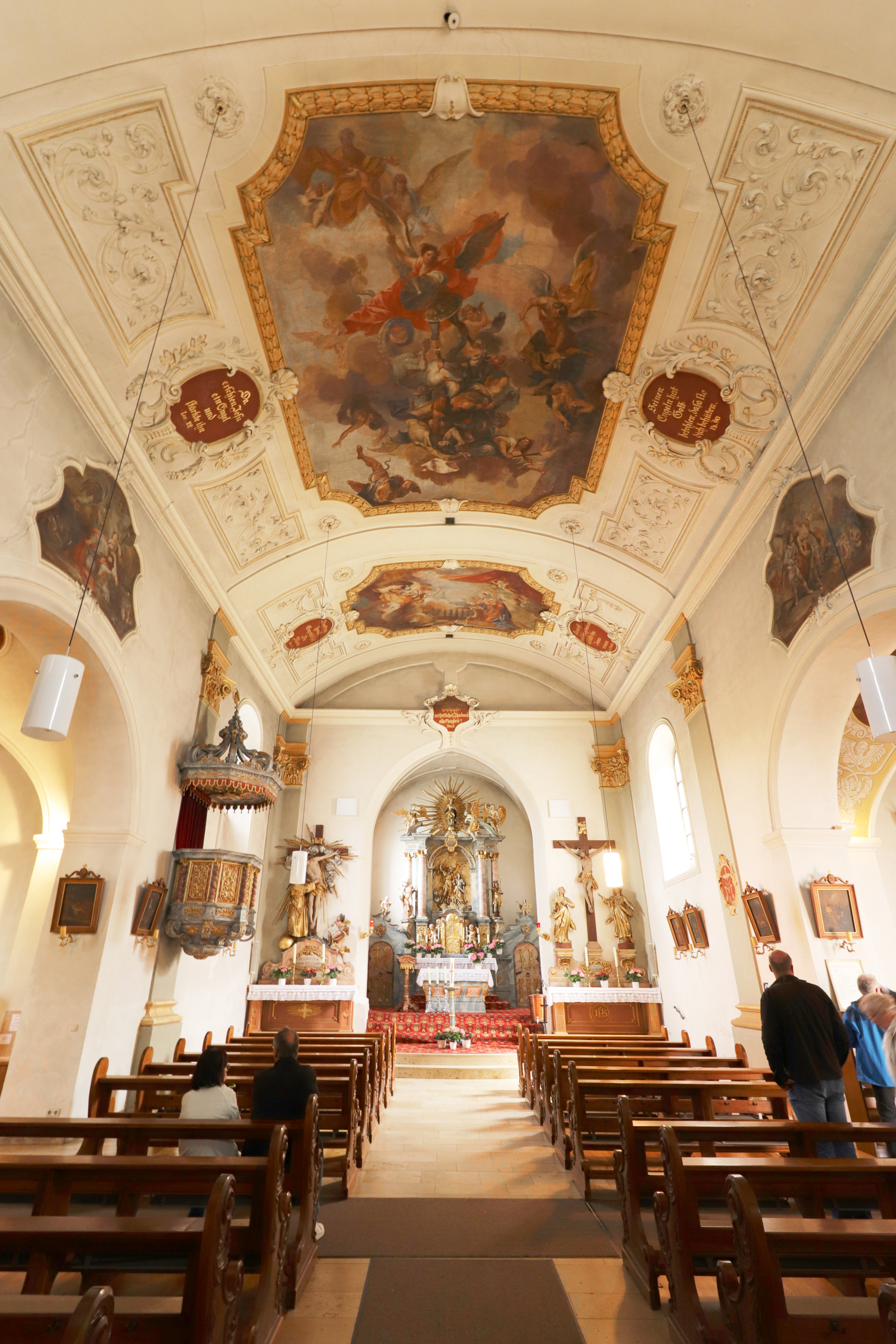
Inneres (2023)

Der einschiffige Innenraum der Kirche hat eine Ausstattung im Stil des Neobarock. An den Seitenwänden spannen sich farblich abgehobene Pilaster zu Gewölbebögen und gliedern so das Kirchenschiff in drei Joche. In jedem Joch ist ein Deckengemälde zu sehen, das die Engelthematik aufnimmt: über der Orgelbühne im westlichen Joch die Vertreibung aus dem Paradies, im mittleren Joch den Kampf Michaels gegen Luzifer und sein Gefolge und im vorderen Joch die Verkündigungsszene. In der rechten Supraporte zur Marienkapelle ist der Erzengel Raphael, der Reisebegleiter des Tobias, dargestellt, in der linken vor der Antoniuskapelle Christus am Ölberg, dem ein Engel eine Stärkung reicht.

### Altäre
Die Altäre in der Kirche stammen in der heutigen Form und Aufstellung alle aus dem 20. Jahrhundert. Der Hochaltar vor der Abschlusswand des Chorraums wurde 1909 geschaffen, davor steht ein moderner Zelebrationsaltar. An den Stirnwänden des Langhauses beiderseits des Durchgangs vom Chor befinden sich zwei Seitenaltäre. Die Kreuzigungsgruppe über dem rechten Seitenaltar mit Jesus am Kreuz, Maria und dem Apostel Johannes stammt wahrscheinlich aus dem 18. Jahrhundert. Als Pendant schuf der Münchener Bildhauer Thomas Buscher 1907 den linken Seitenaltar mit einer Darstellung des heiligen Franziskus unter dem Kreuz. Es spielt an auf die Christoformitas, die Christusförmigkeit des Heiligen, und seine Stigmatisierung.

### Marienkapelle
Die Marienkapelle rechts auf der Höhe des mittleren Jochs des Langhauses wurde 1701 geweiht. Sie enthält im Altarschrein des Altar-Retabels das hölzerne, geschnitzte Gnadenbild Maria von der Freude aus dem 14. Jahrhundert. Es hat eine Höhe von 75 cm und ist das Ziel der Wallfahrer, die auf den Engelberg kommen. Die sitzende Maria mit gütigem Lächeln auf dem Gesicht trägt in der rechten Hand ein Szepter, mit der linken hält sie Jesus, der in der Pose eines Lehrenden ein Buch präsentiert, möglicherweise als Buch des Lebens oder Symbol für Weisheit zu verstehen. Über dem Gnadenbild im Abschluss des Retabels ist die Krönung Mariens durch die Heilige Dreifaltigkeit dargestellt, links vom Altar der heilige Josef von Nazaret, rechts Anna, die Mutter Mariens. Die vier Felder im Gewölbe sind mit Motiven aus der Lauretanischen Litanei ausgemalt. An den Seitenwänden befinden sich rechts ein Grabmal für Fürstin Christine Polyxena zu Löwenstein, gestorben 1728 im Alter von 45 Jahren und Mutter von 13 Kindern, rechts eines für Fürst Ludwig Carl Franz Leopold zu Hohenlohe-Waldenburg-Bartenstein. Aus den Grabmalen an dieser Stelle ist zu schließen, dass die Marienkapelle auch als Grabkapelle diente.
Von der Marienkapelle aus erreicht man einen Beichtraum, der östlich von der Kapelle an die Kirche angebaut ist.

### Antoniuskapelle
Die Antoniuskapelle links vom Langhaus wurde gestiftet von Anna Gottlob von Nentwich, die 1695 38-jährig starb, und 1698 geweiht. An die Stifterin erinnert eine steinerne Tafel an der rechten Wand der Kapelle.
Der Antoniusaltar wurde 1909, zum 700. Jubiläum der Gründung des Franziskanerordens, aufgebaut. Im Altarschrein steht hier eine Statue des heiligen Antonius von Padua mit dem Jesuskind, geschaffen von dem Würzburger Bildhauer Heinrich Schiestl. Im oberen Abschluss ist eine Skulptur der Pietà zu sehen. Der Retabel wird flankiert von Statuen der franziskanischen Heiligen Elisabeth von Thüringen links und ihrem Verwandten Erzbischof Ludwig von Toulouse rechts. An der linken Seitenwand der Kapelle ist eine Statue des Kirchenlehrers Bonaventura angebracht, an der rechten eine des Kapuzinerbruders Konrad von Parzham.
In den Feldern des Kreuzgratgewölbes finden sich Gemälde von Heiligen des franziskanischen Dritten Ordens: der Volksheilige Rochus von Montpellier, Maria Crescentia Höss von Kaufbeuren, Margareta von Cortona und der heilige Ludwig IX., König von Frankreich.

### Orgel
Als erste Orgel wird ein 1859 von Balthasar Schlimbach erbautes Instrument erwähnt. Die Disposition ist nicht bekannt, das Gehäuse war schmucklos.
Nachdem 1899 die beiden übereinander liegenden Emporen durch eine einzige Empore ersetzt worden war, errichtete das Orgelbauunternehmen Steinmeyer aus Oettingen dort eine neue Orgel mit 10 klingenden Registern und einem neobarocken Gehäuse.

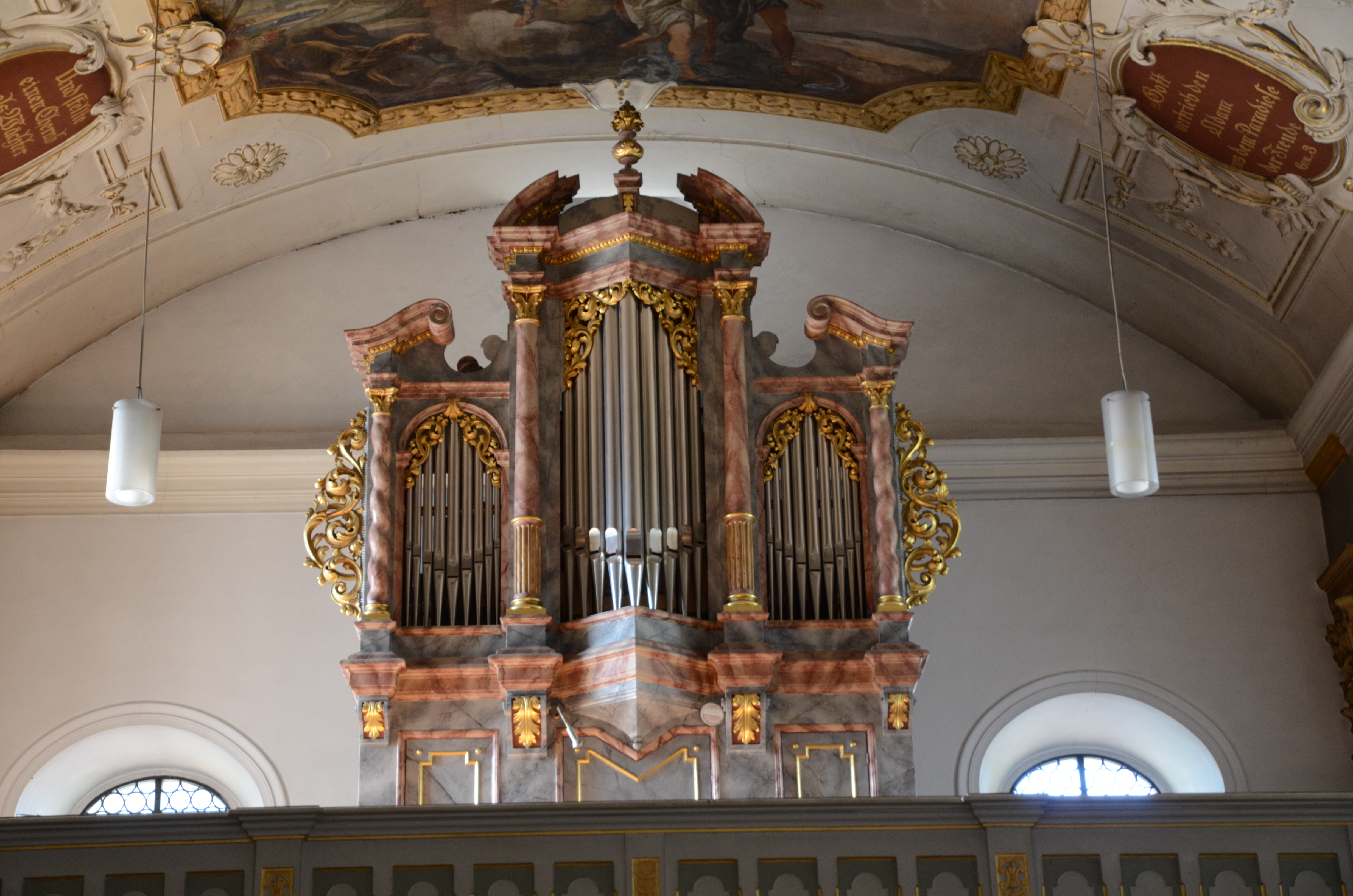
Die Vleugels-Orgel

Die heutige Orgel mit 19 Registern auf zwei Manualen und Pedal wurde von Orgelbau Vleugels (Hardheim) 1992 neu gebaut, nachdem die Vorgängerorgel infolge von Erweiterungen und Umdispositionen gelitten hatte. Das Pfeifenwerk wurde in das vorhandene neobarocke Gehäuse eingebaut. Am 20. Dezember 1992 nahm der Würzburger Weihbischof Helmut Bauer die Orgelweihe vor.
Der Prospekt der Orgel ist dreiteilig und von Säulen gegliedert, das mittlere Pfeifenfeld steht höher. Aus seinem gebrochenen Giebel ragt eine Zierurne. Die Pfeifenfelder werden nach oben und die äußeren Pfeifenfelder nach außen durch Akanthusschnitzereien abgeschlossen.
Die Disposition lautet:
| I Hauptwerk C–g3 |       |
| Principal        | 8′    |
| Gedacktflöte     | 8′    |
| Octave           | 4′    |
| Blockflöte       | 4′    |
| Superoctave      | 2′    |
| Larigot VA       | 1 ⁄3′ |
| Mixtur IV        | 1 ⁄3′ |
| Trompete         | 8′    |

| II Schwellwerk |       |
| Rohrgedackt    | 8′    |
| Salicional     | 8′    |
| Vox coelestis  | 8′    |
| Praestant      | 4′    |
| Quinte         | 2 ⁄3′ |
| Flageolet      | 2′    |
| Terz           | 1 ⁄3′ |
| Hautbois       | 8′    |

| Pedal C–f1  |     |
| Subbaß      | 16′ |
| Gedacktbaß  | 8′  |
| Tenoroctave | 4′  |

- Koppeln: Normalkoppeln
- Bemerkungen: Schleiflade, mechanische Traktur, teilweise Verwendung des Steinmeyer-Prospektes.

## Konventsgebäude
Das Konventsgebäude mit seinen drei Flügeln ist östlich an die Marienkapelle und den Beichtraum der Klosterkirche angebaut und ergibt zusammen mit der Kirche annähernd ein Quadrat um einen Innenhof. Es enthält neben dem Wohnbereich der Ordensleute auch eine „Klosterschänke“ und Räume für Pilgergruppen.

## Pilgerwege und Umgebung

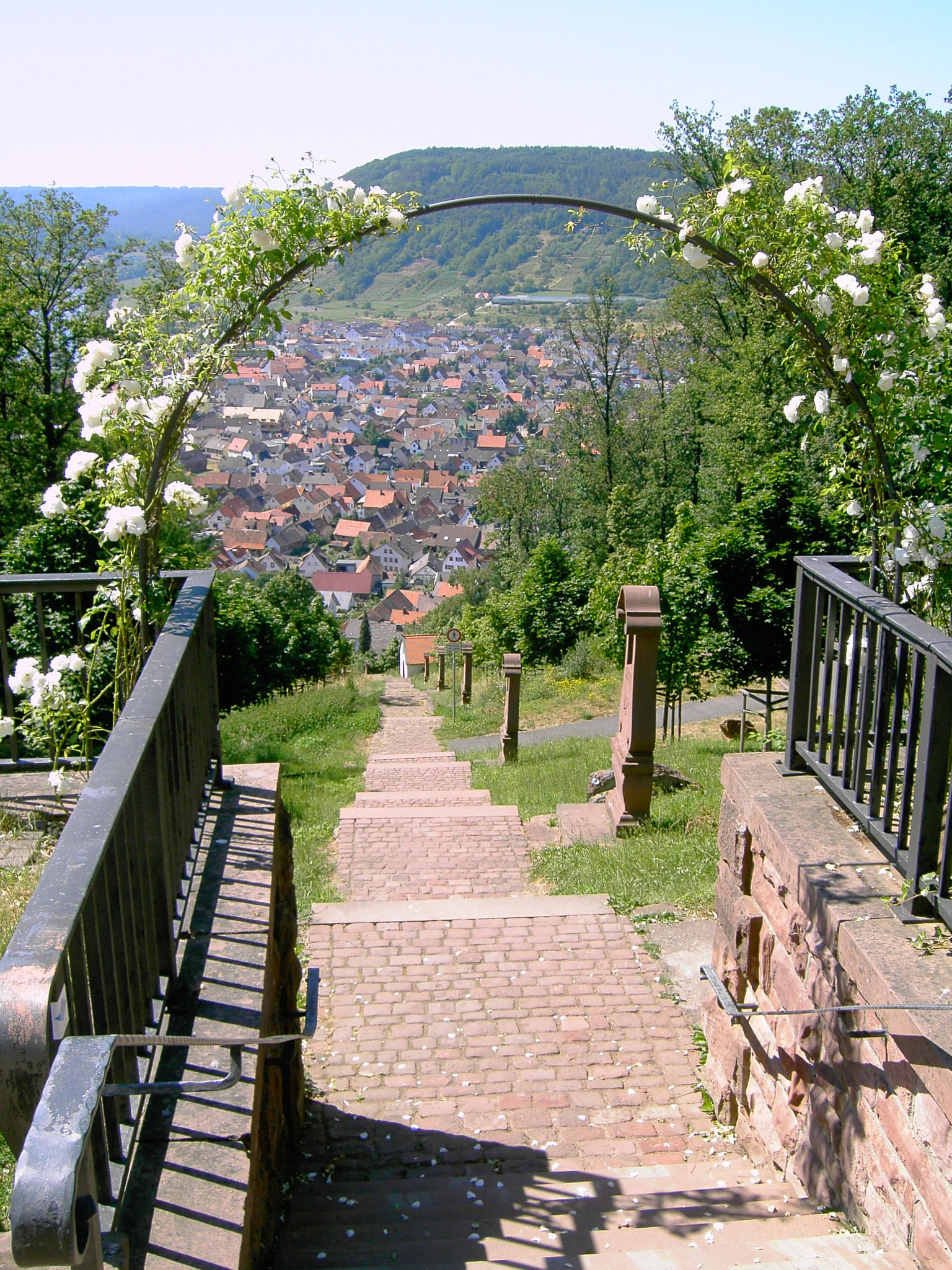
Die „Engelstaffeln“ – Blick vom Kloster auf Großheubach (2005)

Die „Engelstaffeln“ (auch „Himmelssteige“ genannt) mit ihren 612 Stufen sind der kürzeste Weg von Großheubach auf den Engelberg. Er ist gesäumt von Kreuzwegstationen und sechs Wegkapellen mit Darstellungen aus dem Leidensweg Jesu. Bis 1701 war die letzte dieser Kapellen Chor und Gnadenkapelle einer kleinen spätgotischen Wallfahrtskirche. Diese wurde abgebrochen, als nach dem Bau der heutigen Kirche das Gnadenbild in die Marienkapelle übertragen worden war; die frühere Gnadenkapelle wurde um 1900 unterhalb der neuen Kirchenterrasse eingebaut und birgt heute ein Vesperbild aus der Mitte des 17. Jahrhunderts.
Von Miltenberg im Südosten des Engelbergs führt der „Maria-Hilf-Weg“, ein Fußweg durch den Wald, als Pilgerweg zu der Andachtsstätte. Am Weg steht die vermutlich um 1690 entstandene „Maria-Hilf-Kapelle“, in dem sich ursprünglich ein inzwischen verschollenes Marienbild befunden haben soll, das Lukas Cranach nachempfunden war. Heute steht dort eine schlichte Marienstatue.

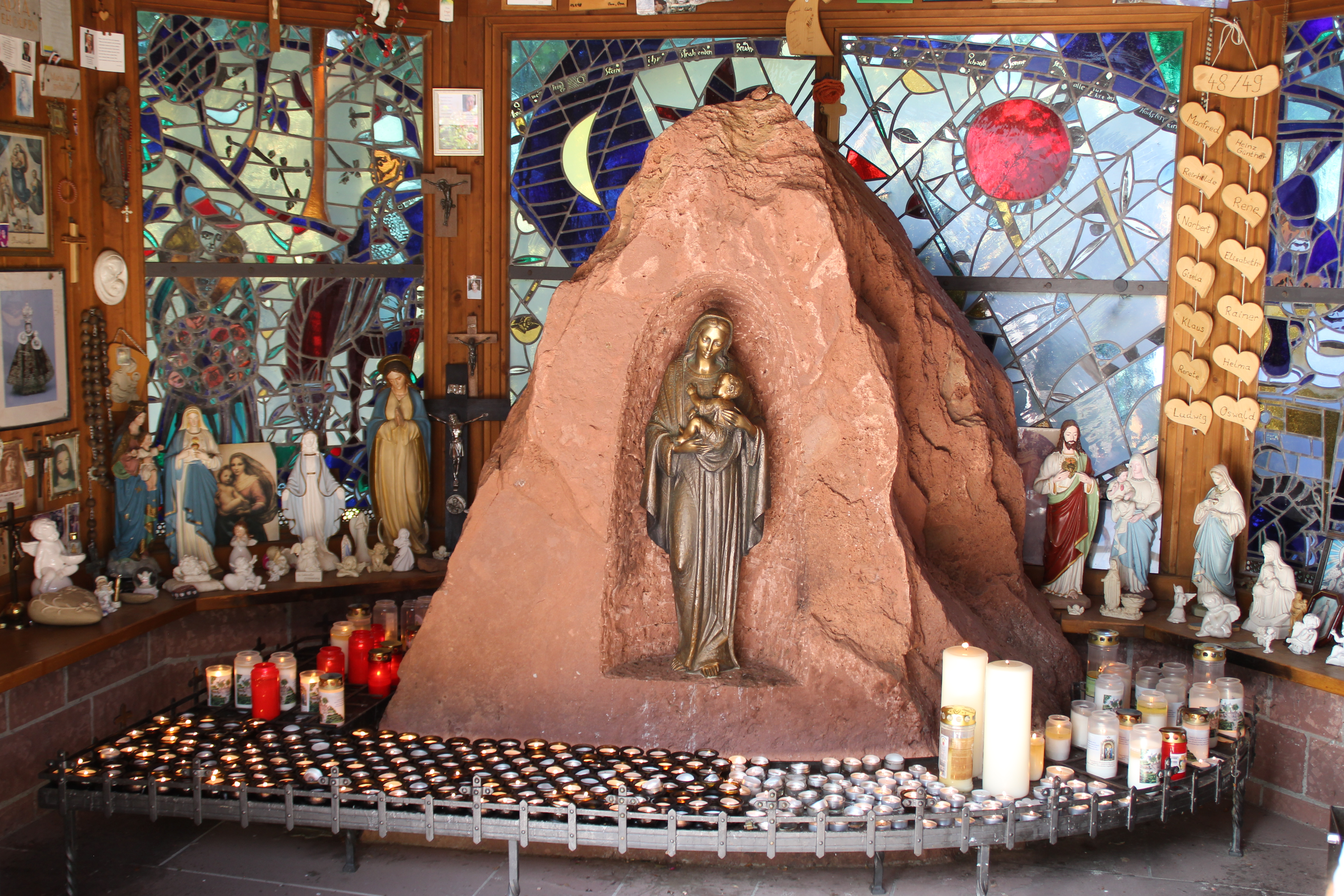
Die Opferkerzen-Kapelle (2020)

Nördlich der Klosterkirche erreicht man am Klosterfriedhof vorbei durch einen Torbogen mit einem Zitat aus dem Sonnengesang des heiligen Franz den „Franziskus-Garten“. Dort ist Franziskus beim Geigenspiel in einer Bronzefigur als „Spielmann Gottes“ dargestellt. Eine „Opferkerzen-Kapelle“ mit einem naturbelassenen Sandsteinblock in der Mitte, in dessen Aussparung eine Madonnenstatue steht, zeigt auf drei Buntglasfenstern Sonne, Mond und Sterne als Anspielung auf den Sonnengesang und zwei franziskanische Heilige.

## Grablege der Fürsten zu Löwenstein-Wertheim-Rosenberg
Seit 1724 ist das Kloster Engelberg die Grablege der Wittelsbacher Seitenlinie der Fürsten zu Löwenstein-Wertheim-Rosenberg, die seit 1721 auf Schloss Löwenstein im nahen Kleinheubach residieren. Die dortige Schlosskapelle wurde früher von den Kapuzinern des Klosters Engelberg mitversehen. Ursprünglich setzte man die verstorbenen Familienmitglieder in der Engelberger Klosterkirche bei; 1840 ließen die Fürsten auf dem Klosterareal eine separate Gruftkapelle für ihr Geschlecht errichten, die bis heute als Familiengrablege dient. In der Klosterkirche selbst befindet sich das Epitaph von Fürst Ludwig Carl Franz Leopold zu Hohenlohe-Waldenburg-Bartenstein, einem Verwandten der Löwensteiner, der 1799 einen Kutschenunfall hatte und in Kleinheubach starb.

## Galerie Fürstengruft

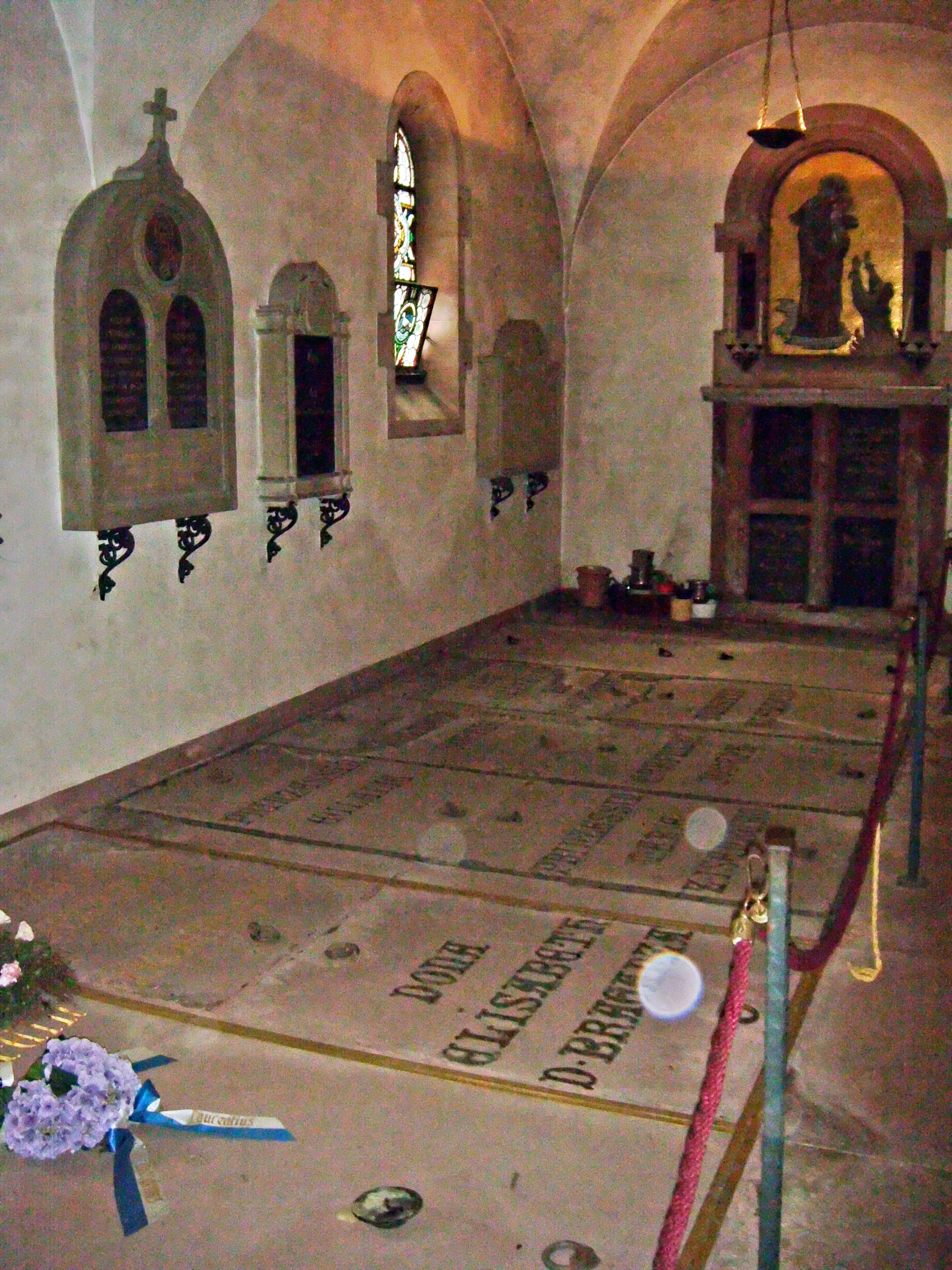
Löwensteiner Gruftkapelle, Gräberreihe
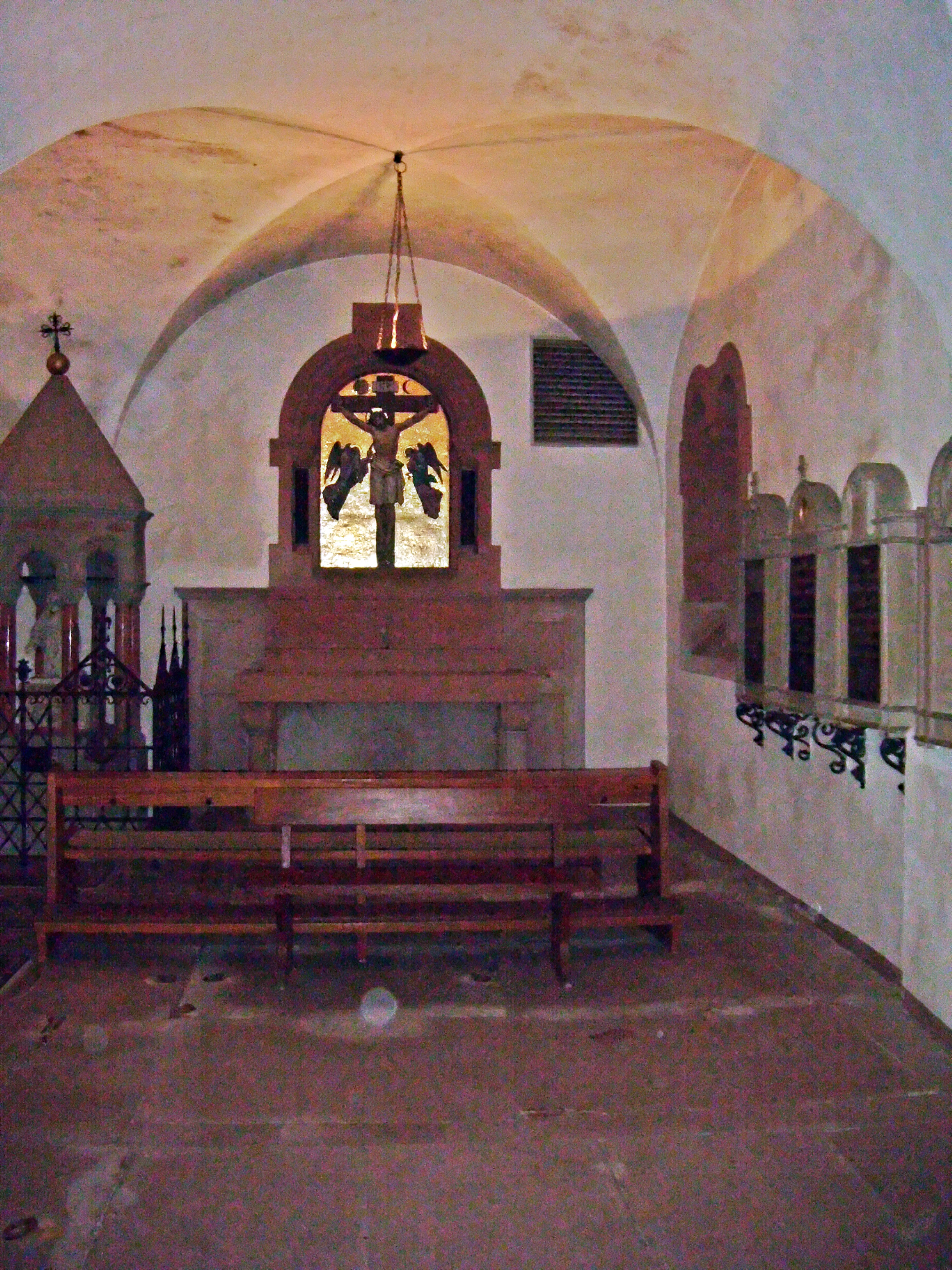
Löwensteiner Gruftkapelle, Altarseite mit Epitaphien
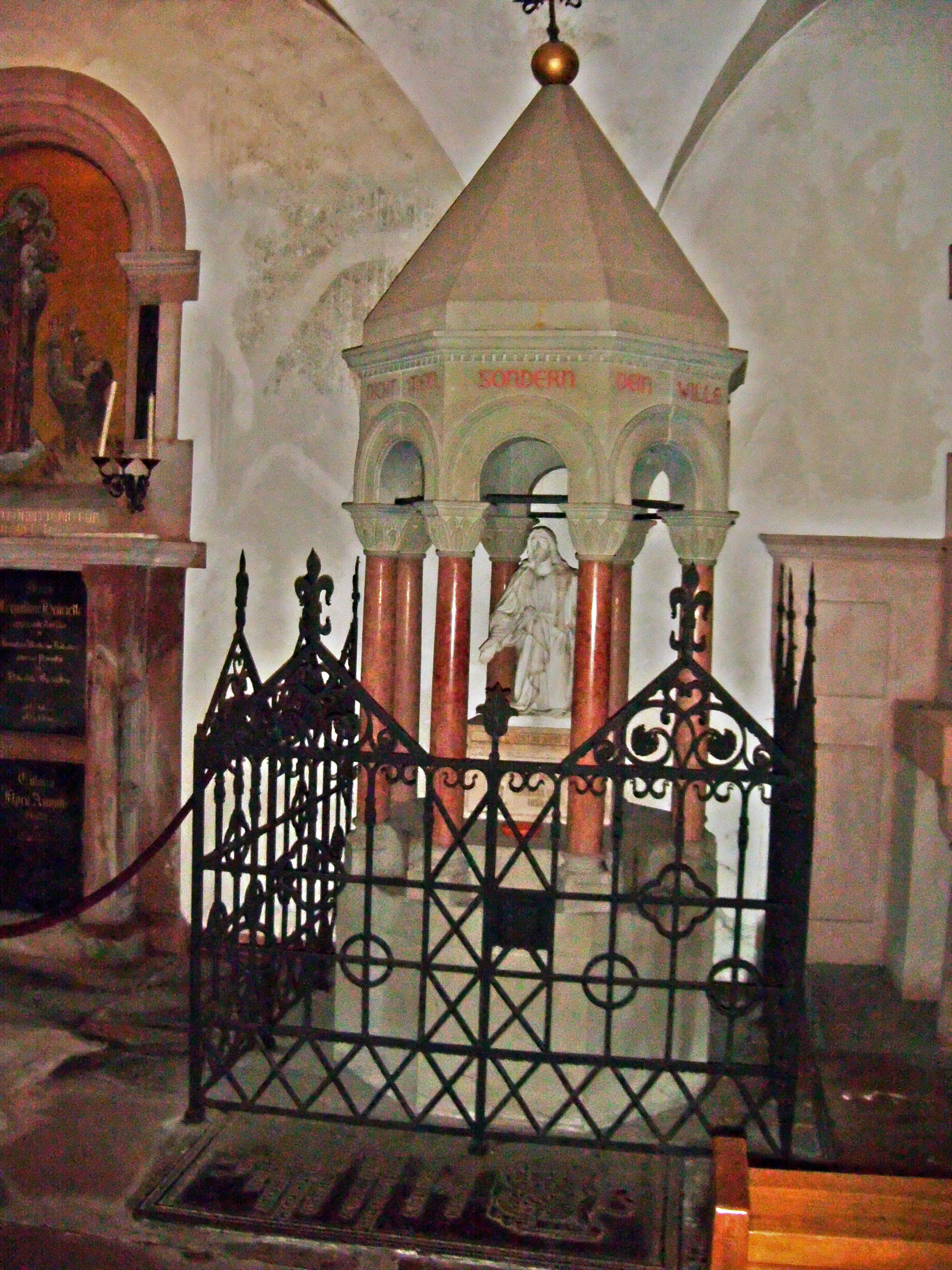
Löwensteiner Gruftkapelle, Monument Christus am Ölberg
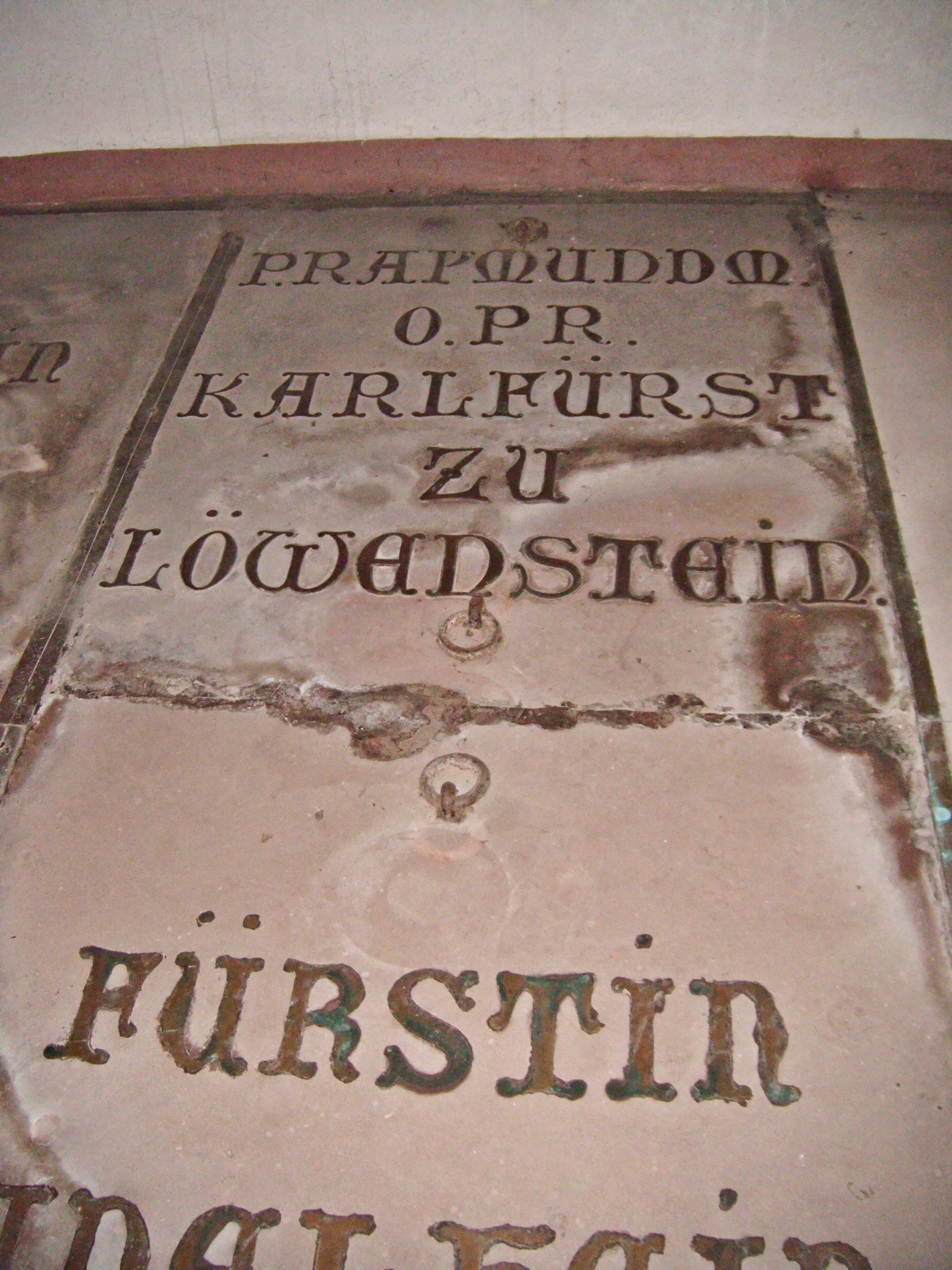
Grab von Fürst Karl Heinrich zu Löwenstein-Wertheim-Rosenberg
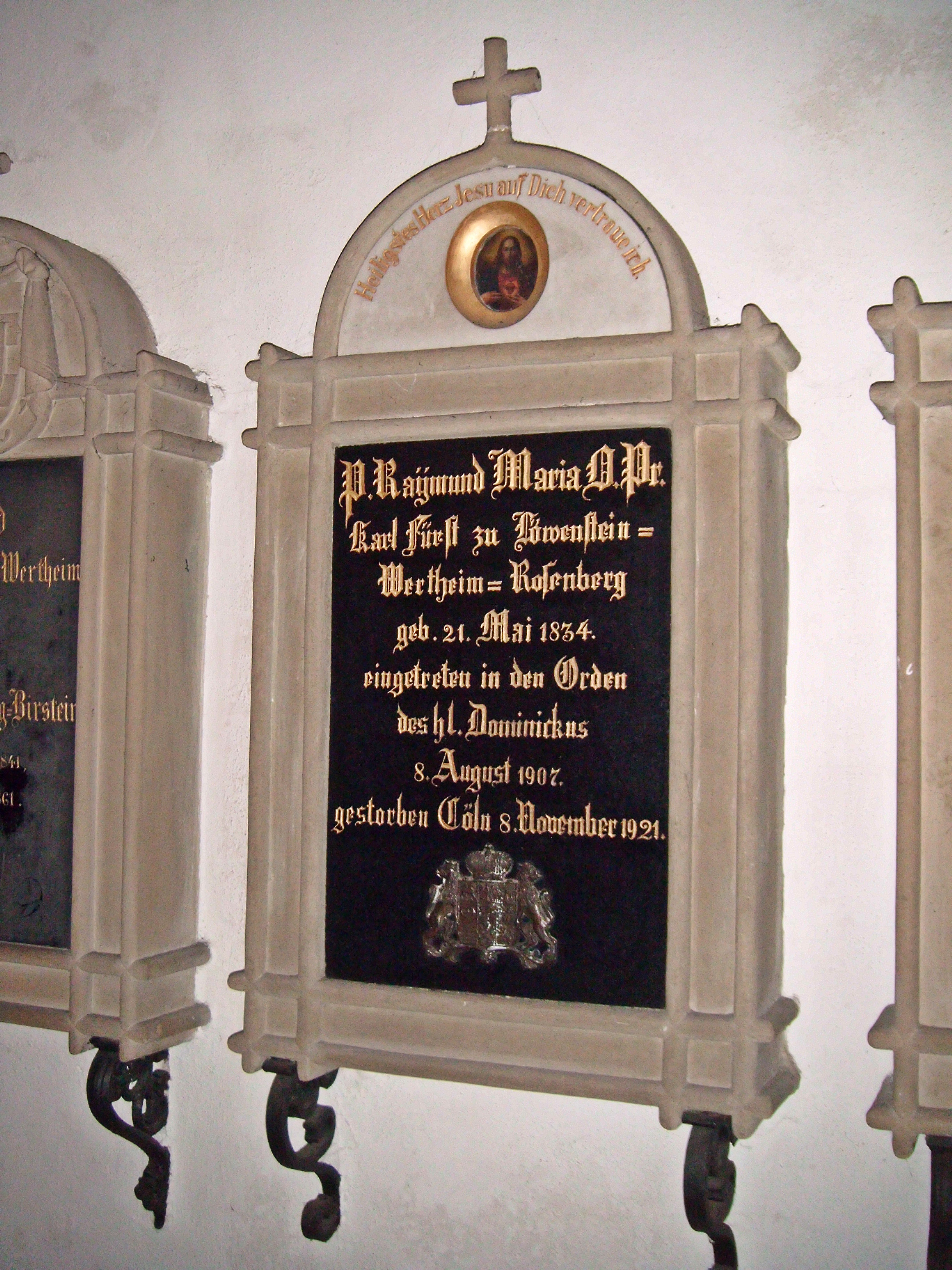
Epitaph von Fürst Karl Heinrich
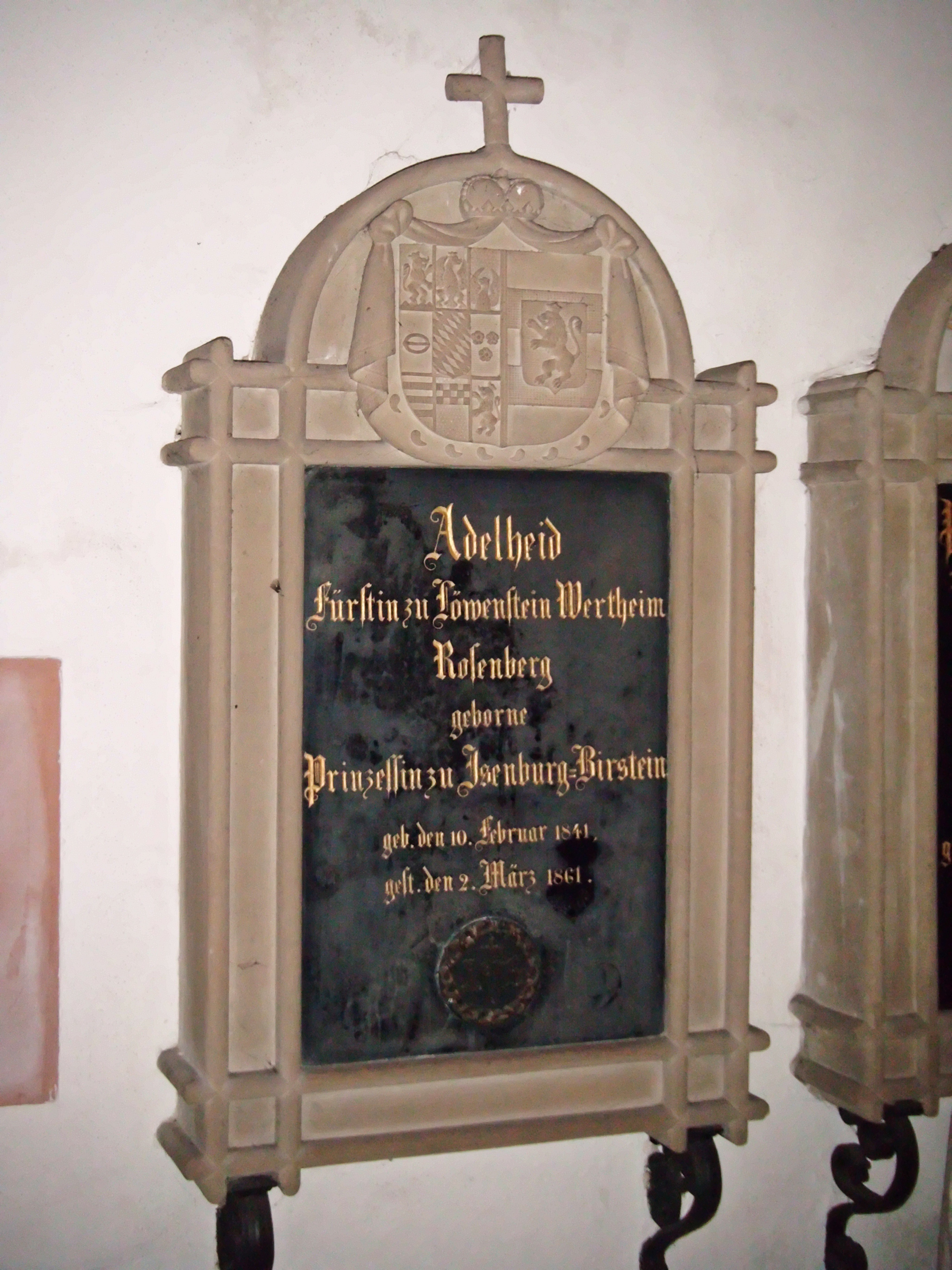
Epitaph Fürstin Adelheid zu Isenburg-Birstein, 1. Gattin des Fürsten Karl Heinrich
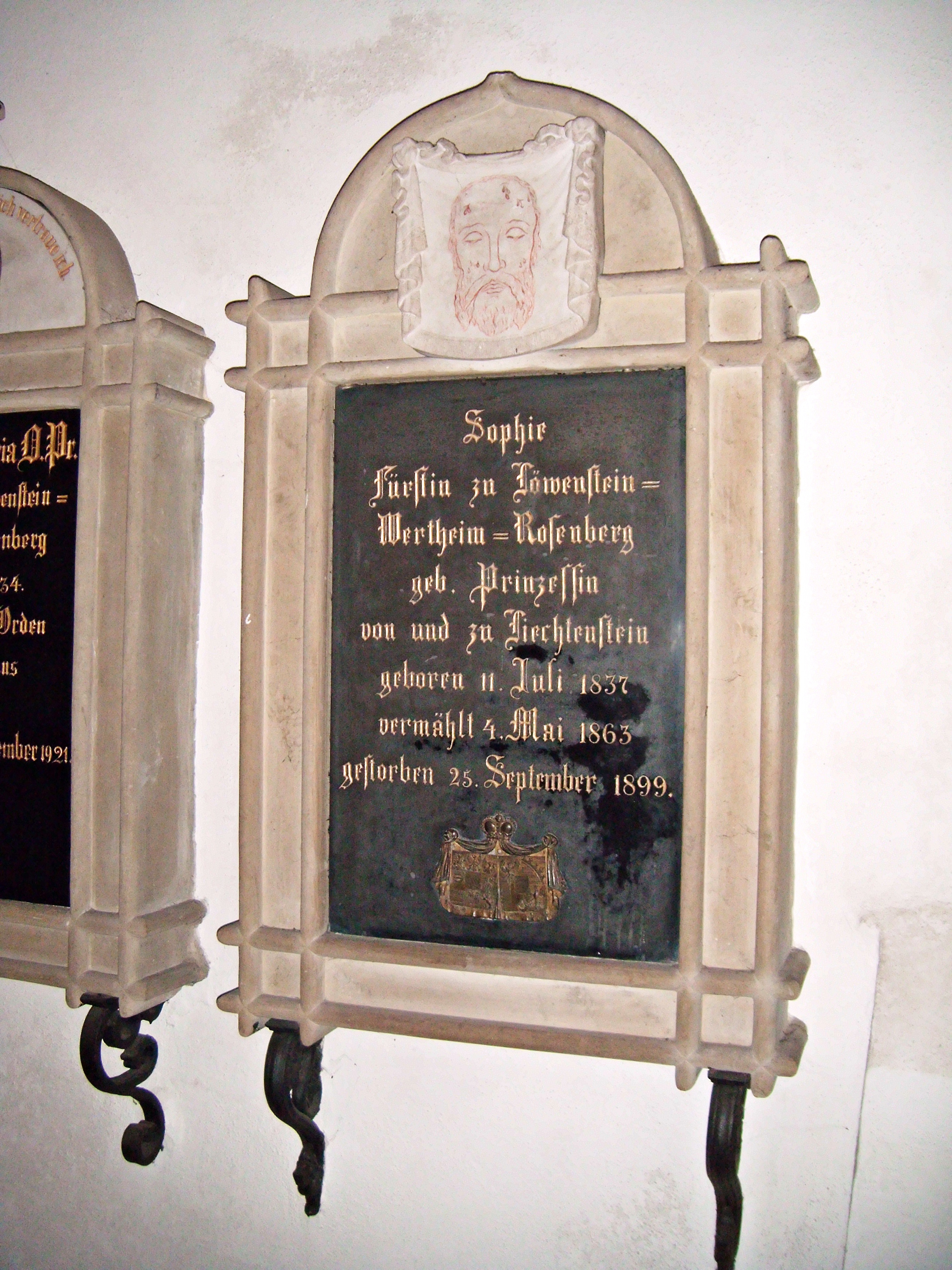
Epitaph Fürstin Sophie geb. von und zu Liechtenstein, 2. Gattin des Fürsten Karl Heinrich
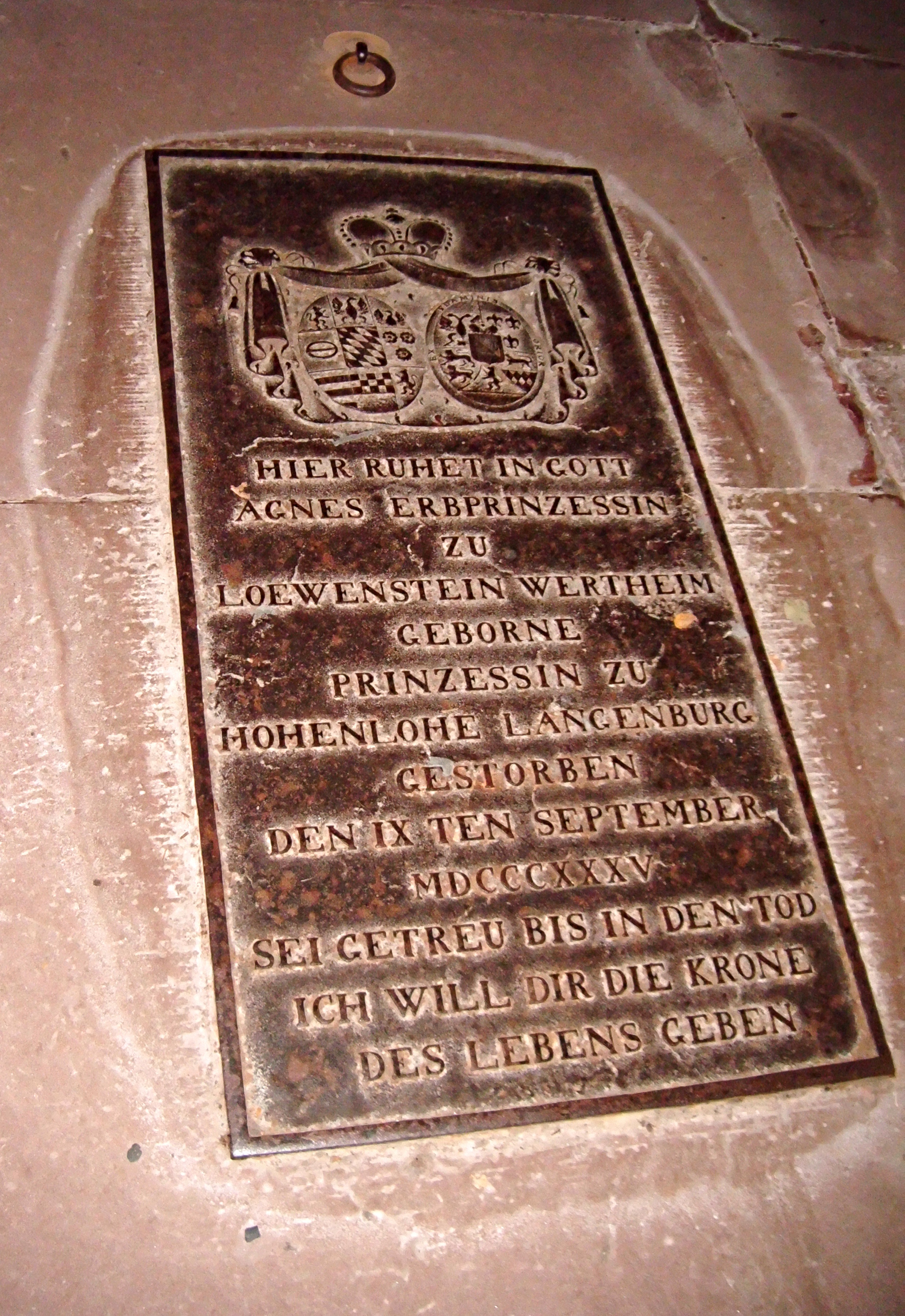
Grab von Agnes geb. zu Hohenlohe-Langenburg (1804–1835), Gattin des Erbprinzen Konstantin zu Löwenstein-Wertheim-Rosenberg